# Alexander von Bach
Pour les articles homonymes, voir Bach (homonymie).
Le baron Alexander von Bach (en allemand Alexander Freiherr von Bach), né le 4 janvier 1813 à Loosdorf et mort le 12 novembre 1893 à Ebreichsdorf est une personnalité politique (ministre de la justice puis de l'intérieur) et un juriste autrichien, principalement connu pour avoir mis en place un contrôle centralisé au début du règne de l'empereur François-Joseph.

## Carrière
Alexander von Bach occupe le poste de ministre de la Justice à partir de juin 1848, puis celui de ministre de l'Intérieur à partir de mai 1849. Il est alors surnommé « ministre des Barricades » en référence à ses convictions politiques libérales.
À la mort du prince Felix zu Schwarzenberg en 1852, il met en place un contrôle policier dans l'ensemble de l'empire d'Autriche. Il instaure également une censure de la presse. En 1855, il signe avec le Saint-Siège un concordat, qui confie à l'Église catholique romaine le contrôle de l'éducation et de la vie de la famille, et qui marque l'apogée du régime autoritaire d'Alexander von Bach, figure marquante de l'ultramontanisme.
D'un autre côté, il favorise l'économie, qui croît dans les années 1850, principalement grâce à l'abolition des droits de douane à l'intérieur de l'empire d'Autriche.
Nommé baron (Freiherr) en 1853, il est également le protecteur de l'Akademie der Wissenschaften (Académie des sciences) entre 1849 et 1859. Pendant son administration, de nombreux opposants politiques sont emprisonnés ou expatriés, tel que le nationaliste tchèque Karel Havlíček Borovský, expatrié de force à Brixen de 1851 à 1855. Son autorité s'appuie sur quatre armées : « une armée de soldats debout, une armée de fonctionnaires assis, une armée de prêtres agenouillés et une armée de lèches-bottes rampants ».
En 1859, il est renvoyé de son poste de ministre de l'Intérieur. Sa chute est principalement causée par la défaite autrichienne en Italie contre le royaume de Sardaigne et Napoléon III. Le système qu'il a mis en place en tant que ministre est appelé « système Bach » ou « néoabsolutisme ».
Il est ensuite nommé ambassadeur auprès du Saint-Siège de 1859 à 1867.
Il meurt en 1893 au château de Schöngrabern en Basse-Autriche.